# 1819
- Wikisource

| Calendário gregoriano                                                        | 1819 MDCCCXIX                       |
| Ab urbe condita                                                              | 2572                                |
| Calendário arménio                                                           | 1268 – 1269                         |
| Calendário bahá'í                                                            | -25 – -24                           |
| Calendário budista                                                           | 2363                                |
| Calendário chinês                                                            | 4515 – 4516 Início a 26 de janeiro  |
| Calendário copta                                                             | 1535 – 1536                         |
| Calendário etíope                                                            | 1811 – 1812                         |
| Calendários hindus - Vikram Samvat - Calendário nacional indiano - Cáli Iuga | 1874 – 1875 1740 – 1741 4919 – 4920 |
| Calendário Holoceno                                                          | 11819                               |
| Calendário islâmico                                                          | 1234 – 1235                         |
| Calendário judaico                                                           | 5579 – 5580                         |
| Calendário persa                                                             | 1197 – 1198 Início a 22 de março    |
| Calendário rúnico                                                            | 2069                                |
| Calendário solar tailandês                                                   | 2362                                |

1819 (MDCCCXIX, na numeração romana) foi um ano comum do século XIX do actual Calendário Gregoriano, da Era de Cristo,  e a sua letra dominical foi C, teve 52 semanas,  início a uma sexta-feira e terminou também a uma sexta-feira.
| Ano completo                       |
| ---------------------------------- |
| Ano comum com início à sexta-feira |

## Eventos
- Início da 1ª Festa do Divino Espírito Santo de Pirenópolis.
- Pânico de 1819 - Crise económica global.
- Hans Christian Oersted, físico dinamarquês, observou as propriedades magnéticas de uma corrente eléctrica.
- Fim do reinado de Sonam Drugyal, Desi Druk do reino do Butão, que reinava desde 1815.
- Início do reinado de Tendzin Drugdra, Desi Druk do Reino do Butão, que reinou até 1823.

### Janeiro
- 7 de Janeiro - Encalha na costa junto à freguesia de Santa Bárbara, ilha Terceira uma embarcação de cabotagem entre as ilhas dos Açores. Morrem 6 tripulantes.
- 17 de janeiro - Simón Bolívar proclama a República na Colômbia.
- Fundação do Município de Guarapuava, Paraná.

### Fevereiro
- 6 de fevereiro - Fundação de Singapura
- 22 de fevereiro - A Espanha cede a Flórida aos Estados Unidos.

### Novembro
- 19 de novembro - Inauguração do Museu do Prado, na capital espanhola.

### Dezembro
- 9 de Dezembro - Guarapuava é fundada no Brasil.
- 14 de Dezembro - Alabama torna-se o 22º estado dos Estados Unidos.
- 17 de Dezembro - É fundada a República da Grã-Colômbia, sob a presidência de Simón Bolívar.

## Nascimentos
- 31 de Março - Conde Leo von Caprivi, político alemão (m. 1899).
- 4 de Abril - Rainha Maria II de Portugal (m. 1853)
- 7 de Maio - Otto Wilhelm von Struve, astrônomo russo de origem alemã (m. 1905).
- 24 de Maio - Rainha Victoria do Reino Unido e Imperatriz da Índia (m. 1901).
- 30 de Maio - Constant Fornerod, foi Presidente da Confederação suíça em 1857 (m. 1899).
- 10 de Junho - Gustave Courbet, pintor francês do Realismo. (m. 1877)
- 21 de Junho - Félix Borges de Medeiros, foi governador civil do Distrito de Ponta Delgada e do Distrito de Angra do Heroísmo, Açores. (m. 1872)
- 1 de Agosto - Manuel José Gonçalves Couto, missionário pedâneo, autor da Missão Abreviada. (m. 1897)
- 13 de Agosto - George Gabriel Stokes, matemático e físico irlandês. (m. 1903)
- 26 de Agosto
  - Alberto de Saxe-Coburg-Gotha, marido e consorte da Rainha Vitória (m. 1861)
  - Carlos Zeferino Pinto Coelho, advogado e dirigente político miguelista (m. 1893).
- 18 de setembro - Jean Bernard Léon Foucault, físico e astrônomo francês (m. 1868).
- 4 de Outubro - Francesco Crispi, político italiano (m. 1901).
- 29 de Outubro - Fernando de Saxe-Coburg-Gotha, rei consorte de Portugal (m. 1885)
- 26 de Dezembro - Hermann Blumenau,  farmacêutico alemão, fundador da colônia São Paulo de Blumenau e primeiro administrador do município de Blumenau, Brasil (m. 1899).
- ?? - Luís Xavier Abongit - escritor e padre jesuíta português (m. 1895).

## Mortes
- 20 de Janeiro – Carlos IV de Espanha (n. 1748).
- 3 de fevereiro – Francisco Monteiro Pereira de Azevedo, bispo de Viseu (n. 1738).
- 17 de Fevereiro – Joaquim Silvério dos Reis, um dos delatores dos inconfidentes mineiros (n. 1756).
- 8 de Maio – Kamehameha I, unificador do Havaí (n. 1736).
- 1 de Julho –
  - Jesuíno do Monte Carmelo, pintor brasileiro (n. 1764).
  - Jemima Wilkinson, religiosa norte-americana (n. 1752)
- 19 de Agosto – James Watt, inventor (n. 1736).
- 20 de Setembro – Abade Faria, cientista luso-goês (n. 1756).

## Por tema
- 1819 na arte
- 1819 no Brasil
- 1819 na ciência
- 1819 no jornalismo
- 1819 na literatura
- 1819 na música
- 1819 no teatro